# Травневое (Тернопольская область)
Травневое (укр. Травневе) — село в Збаражской городской общине Тернопольского района Тернопольской области Украины.
Код КОАТУУ — 6122488403. Население по переписи 2001 года составляло 483 человека.
До 2020 года входило в Збаражский район.

## Географическое положение
Село Травневое находится на безымянной речушке, которая через 1,5 км впадает в реку Гнезна Гнилая,
выше по течению на расстоянии в 0,5 км расположено село Стрыевка.

## История
- 1523 год — дата основания как село Заруддя.
- В 1963 году переименовано в село Травневое.
- В марте-апреле 1944 года во время проведения Проскуровско-Черновицкой наступательной операции здесь находился штаб 8 гв. мк.

## Объекты социальной сферы
- Школа I—II ст.
- Клуб.
- Фельдшерско-акушерский пункт.